# Pat Boone

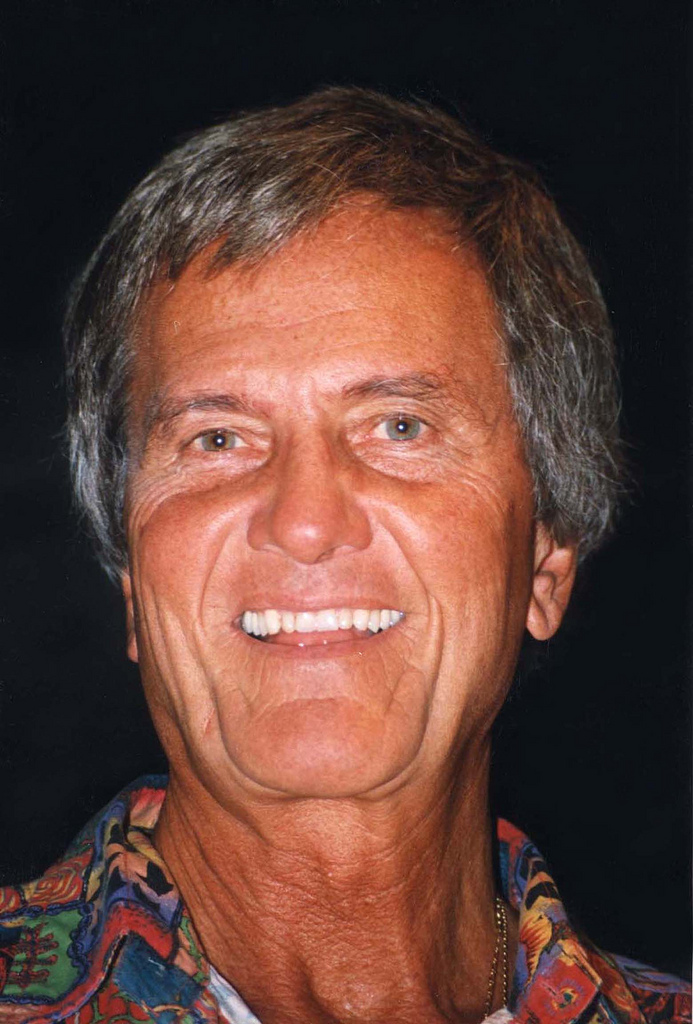
Pat Boone (1997)

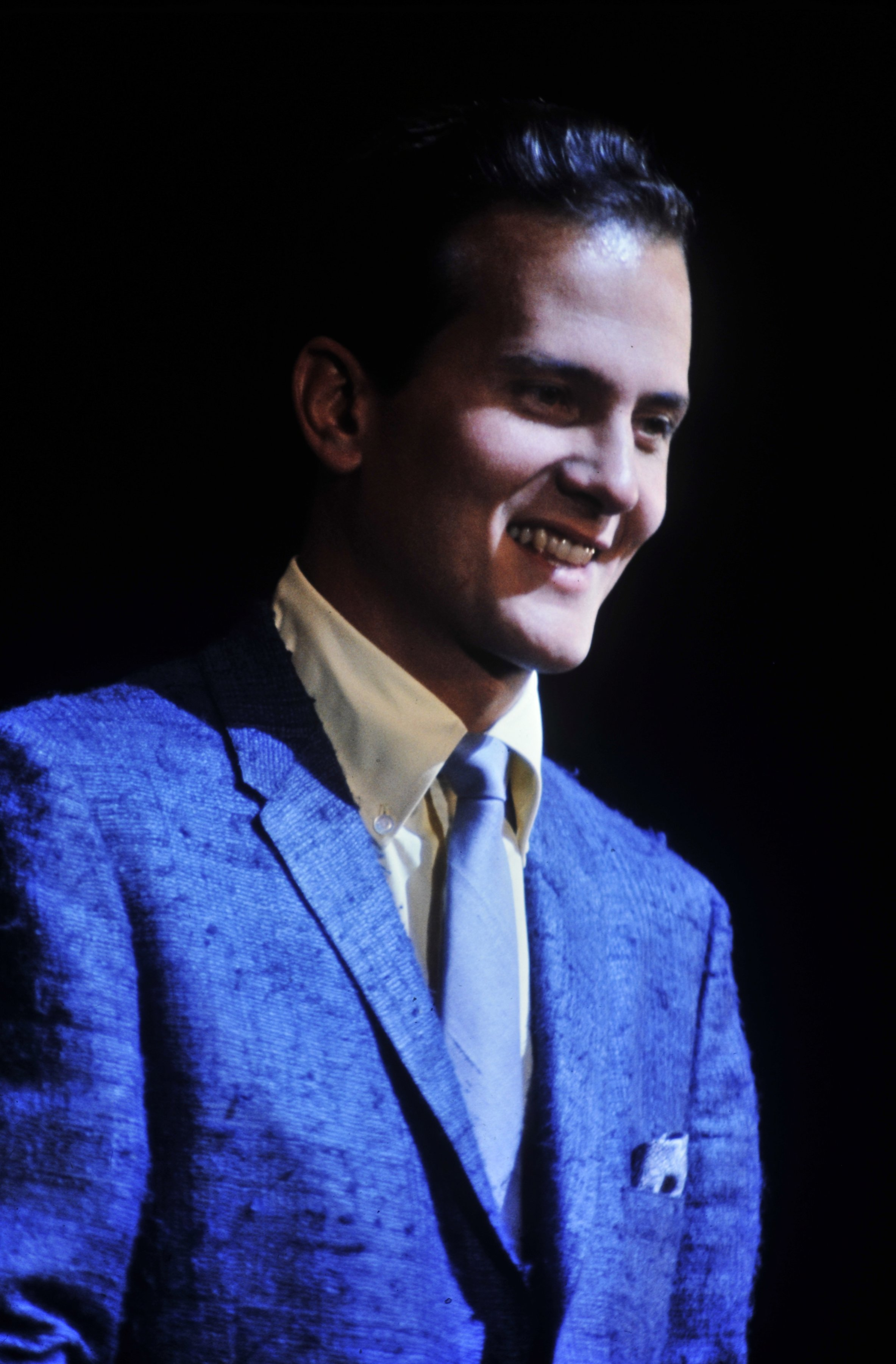
Pat Boone (1960)

Patrick Charles Eugene „Pat“ Boone (* 1. Juni 1934 in Jacksonville, Florida) ist ein US-amerikanischer Sänger und Schauspieler. Seine sanfte Stimme machte ihn zu einem der beliebtesten Pop- und Balladensänger der 1950er und 1960er Jahre. Er hat rund 50 Millionen Schallplatten verkauft und war mit Stücken wie Love Letters in the Sand, April Love, Friendly Persuasion, Don't Forbid Me oder I'll Be Home erfolgreich. Daneben spielte er in zahlreichen Hollywood-Filmen mit. 

## Leben

### Frühes Leben
Pat Boone ist Nachkomme des amerikanischen Pioniers Daniel Boone, dessen Abenteuer J. F. Cooper in seinen Roman Lederstrumpf einfließen ließ. Geboren in Jacksonville, Florida, zog die Familie 1935 nach Nashville, Tennessee, wo Boone bereits mit zehn Jahren im Belle Mead Happiness Club auftrat. Ab 1951 hatte er seine ersten Erfolge als Sänger bei verschiedenen Amateurwettbewerben. Es folgte ein Engagement bei einem bekannten Rundfunksender und 1954 seine Entdeckung durch Albert Godfrey, der Boone in der Finalveranstaltung der Ted Mack TV Amateur Hour in New York sah.

### Karriere

Pat Boone – Love Letters in the Sand

Boones Liebe gehörte zunächst dem Rhythm and Blues, seine ersten Plattenaufnahmen waren Coverversionen von Titeln afroamerikanischer Musiker. Diese Aufnahmen von Boone und beispielsweise auch die von Elvis Presley waren Mitte der 1950er Jahre nicht selten erfolgreicher als die Originalversionen.
Im Februar 1955 wurde in Chicago mit Two Hearts, Two Kisses die erste Schallplatte aufgenommen, die auf Anhieb in den Charts unter den Top 20 platziert war. Mit der Coverversion von Fats Dominos Ain’t That a Shame, seinem ersten Millionenseller, begann Pat Boones Schallplattenkarriere. Er veröffentlichte im ersten Jahr fünf Platten und verkaufte mehr als vier Millionen Stück.
Boones Gesangsstil, der an den Bariton von Bing Crosby erinnert, machte ihn bald zum Star. Balladen wurden seine Spezialität, darunter sein größter Erfolg Love Letters in the Sand und weitere Hits wie April Love, Friendly Persuasion (Thee I Love), I’ll be Home und Don’t Forbid Me. Bei vielen seiner Hits wurde er vom später ebenfalls bekannten Billy-Vaughn-Orchester begleitet.
In den 1950ern wurde er als Teenager-Idol nur von Elvis Presley übertroffen, als dessen musikalischer Gegenpol er galt, wobei Presley zu Beginn seiner Karriere 1955 einmal im Vorprogramm von Boone aufgetreten war. Ähnlich wie Presley startete er eine zweite Karriere als Filmschauspieler. Er spielte und sang den Titelsong im Film Junges Glück im April (April Love, 1957), der für den Oscar nominiert wurde. Für seine Darstellung in Edmund Gouldings Film Blaue Nächte (Mardi Gras, 1958) wurde er mit einem Laurel Award als bester Musical-Darsteller ausgezeichnet und spielte eine Hauptrolle in dem Kinoerfolg Die Reise zum Mittelpunkt der Erde (Journey to the Center of the Earth, 1959). Als strenggläubiger Christ verweigerte er sich Rollen, die seinen moralischen Vorstellungen nicht entsprachen.
Ende der 1950er erhielt er eine eigene Fernsehshow. Für den Musiker James Brown war er „Soul Brotha No. 2“, beide waren eng befreundet und Anfang 1965 nahm er den James-Brown-Titel Papa’s Got a Brand New Bag auf. In Deutschland hatte Boone zwischen 1957 und 1963 drei Top-10-Hits mit Tutti Frutti (1957 #5), Speedy Gonzales (1962, #1) und Rosmarie (1963 # 7).
Mit dem Aufkommen der Beatmusik in den 1960er-Jahren ließ sein Erfolg nach. Er wandte sich Gospel und Country zu und unterstützte verschiedene junge Musiker, unter anderen Larry Norman und Randy Stonehill. 1997 veröffentlichte Boone eine Sammlung von Heavy-Metal-Songs in seinem typischen Arrangement unter dem Titel No More Mr. Nice Guy. Boone betrieb zeitweise eine eigene Plattenfirma und tritt bis in die Gegenwart einmal wöchentlich als Radiomodator bei Sirius XM mit seiner Show The Pat Boone Hour in Erscheinung.

### Familie und Privatleben

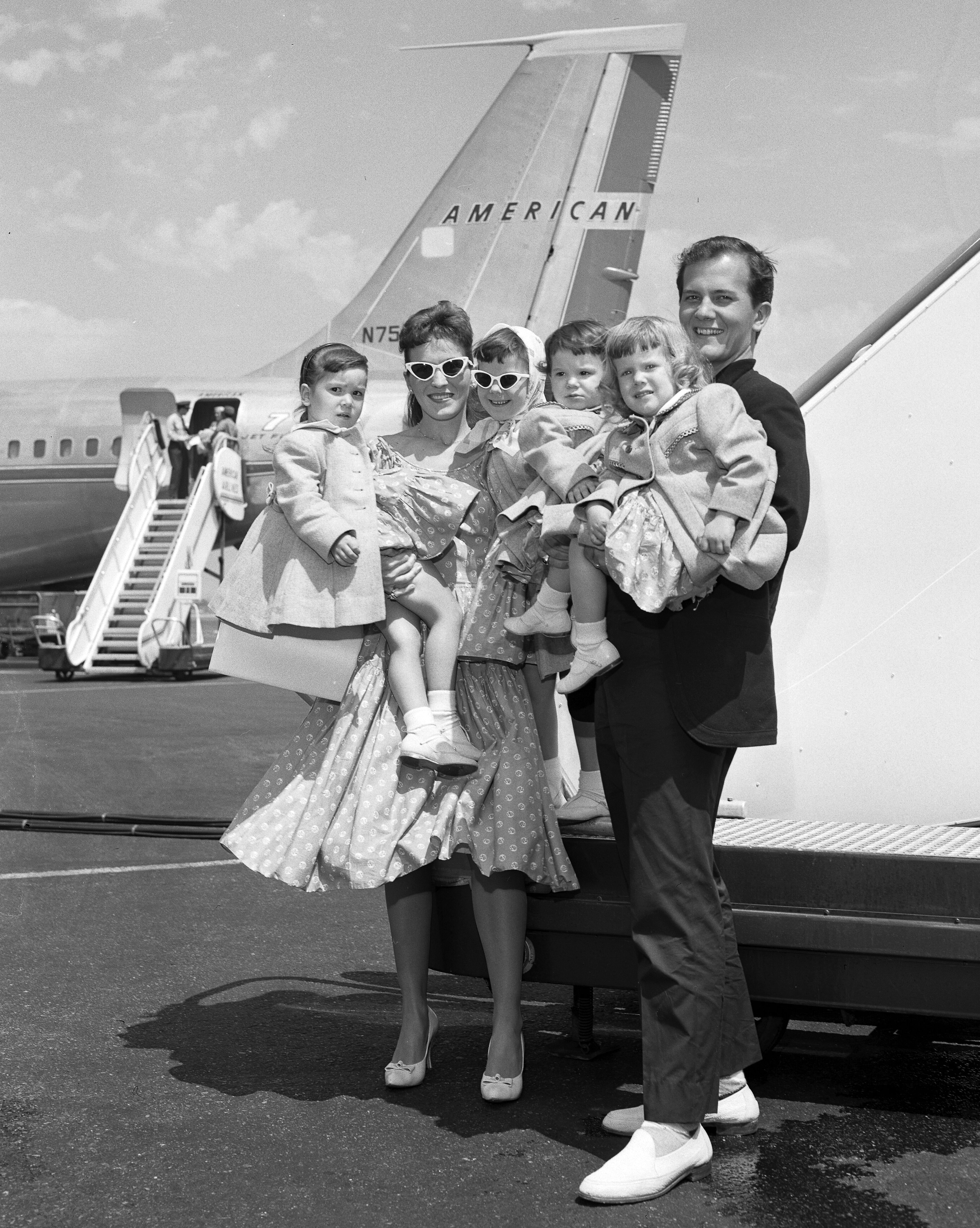
Pat Boone mit seiner Frau Shirley und ihren Töchtern (1959)

Pat Boone war von 1953 bis zu ihrem Tod mit Shirley Lee Foley (1934–2019) verheiratet, einer Tochter des Country-Sängers Red Foley. Mit seiner Frau zog Pat nach Denton in Texas, wo 1954 die erste von vier Töchtern geboren wurde. Die zweite Tochter wurde 1955 geboren, danach erfolgte ein erneuter Umzug nach Leonia in New Jersey. Dort studierte Boone an der Columbia University weiter, trotz seiner zahlreichen künstlerischen Verpflichtungen und der elften Goldenen Schallplatte. Seine Familie vergrößerte sich 1956 um Debby Boone und 1958 um eine weitere Tochter. Die Familie zog in ein eigenes Haus nach Teaneck in New Jersey, und Boone beendete sein Studium als B.A. mit Magna cum laude. Seine Enkelin ist die Schauspielerin Tessa Ferrer. In den 1960ern und 1970ern trat er mit seiner Familie als The Pat Boone Family auf.

### Religion und Politik

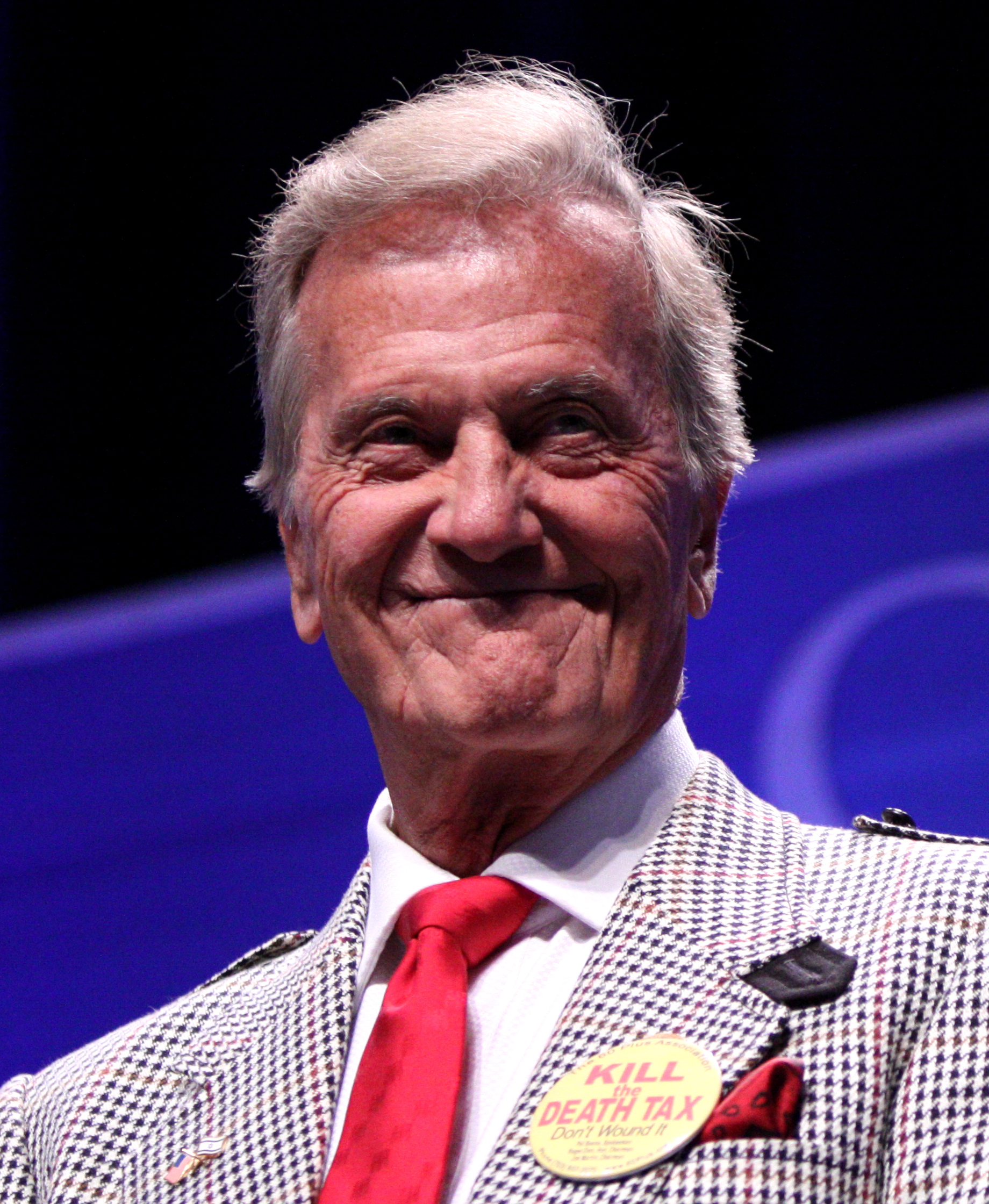
Pat Boone (2011)

Boone wuchs in den Churches of Christ auf und blieb dem christlichen Glauben bis heute verbunden, unter anderem veranstaltete er öffentliche Bibellesungen, bei denen auch andere Prominente auftraten. In den 1960er-Jahren trat er gemeinsam mit anderen bekannten Persönlichkeiten für die Wiedereinführung von verpflichtenden Schulgebeten ein, das Fehlen solcher Gebete machte Boone im Februar 2018 für mehrere Amokläufe an Schulen mitverantwortlich.
Boone gilt als eine der bekanntesten konservativen Stimmen aus dem Showgeschäft; unter anderem tritt er häufiger bei Fox News auf. Er ist bei verschiedenen Organisationen tätig und unterstützte einige republikanische Kandidaten. 2011 erhielt er einen Preis der Conservative Political Action Conference für sein Lebenswerk.
In den 1960ern unterstützte er die Bürgerrechtsbewegung und lehnte 1960 wegen der Apartheid auch eine Konzerttournee nach Südafrika ab. Die Regierung Südafrikas setzte ihre Politik der Apartheid für Boones Konzerte aus, damit Menschen aller Hautfarben seine Shows besuchen konnten. Boone erhielt daraufhin Todesdrohungen.

## Diskografie
Studioalben

| Jahr | Titel                                 | Höchstplatzierung, Gesamtwochen, AuszeichnungChartplatzierungen (Jahr, Titel, Platzierungen, Wochen, Auszeichnungen, Anmerkungen) | Höchstplatzierung, Gesamtwochen, AuszeichnungChartplatzierungen (Jahr, Titel, Platzierungen, Wochen, Auszeichnungen, Anmerkungen) | Höchstplatzierung, Gesamtwochen, AuszeichnungChartplatzierungen (Jahr, Titel, Platzierungen, Wochen, Auszeichnungen, Anmerkungen) | Höchstplatzierung, Gesamtwochen, AuszeichnungChartplatzierungen (Jahr, Titel, Platzierungen, Wochen, Auszeichnungen, Anmerkungen) | Anmerkungen                           |
| Jahr | Titel                                 | DE | AT | UK | US | Anmerkungen                           |
| ---- | ------------------------------------- | --- | --- | --- | --- | ------------------------------------- |
| 1956 | Howdy!                                | — | — | — | US14 (4 Wo.)US | Erstveröffentlichung: Oktober 1956    |
| 1957 | “Pat”                                 | — | — | — | US19 (3 Wo.)US | Erstveröffentlichung: Juni 1957       |
| 1957 | Hymns We Love                         | — | — | — | US21 (4 Wo.)US | Erstveröffentlichung: Oktober 1957    |
| 1958 | Stardust                              | — | — | UK10 (1 Wo.)UK | US2 (32 Wo.)US | Erstveröffentlichung: Juni 1958       |
| 1958 | Yes Indeed!                           | — | — | — | US13 (2 Wo.)US | Erstveröffentlichung: November 1958   |
| 1959 | Tenderly                              | — | — | — | US17 (11 Wo.)US | Erstveröffentlichung: Juni 1959       |
| 1960 | Moonglow                              | — | — | — | US26 (3 Wo.)US | Erstveröffentlichung: April 1960      |
| 1960 | He Leadeth Me                         | — | — | UK12 (2 Wo.)UK | — | Erstveröffentlichung: April 1960      |
| 1961 | Moody River                           | — | — | — | US29 (30 Wo.)US | Erstveröffentlichung: Juni 1961       |
| 1997 | In a Metal Mood: No More Mr. Nice Guy | — | — | — | US125 (2 Wo.)US | Erstveröffentlichung: 28. Januar 1997 |

grau schraffiert: keine Chartdaten aus diesem Jahr verfügbar

## Filmografie (Auswahl)
- 1957: Bernadine
- 1957: Junges Glück im April (April Love)
- 1958: Blaue Nächte (Mardi Gras)
- 1959: Die Reise zum Mittelpunkt der Erde (Journey to the Center of the Earth)
- 1961: All Hands on Deck
- 1962: Texas-Show (State Fair)
- 1962: Die Nächte mit Nancy (The Main Attraction)
- 1963: Kennwort: Canary (The Yellow Canary)
- 1964: Goodbye Charlie
- 1965: Die größte Geschichte aller Zeiten (The Greatest Story Ever Told)
- 1967: Die tollen Abenteuer der schönen Pauline (The Perils of Pauline)
- 1969: The Beverly Hillbillies (Fernsehserie, Folge Collard Greens An' Fatback)
- 1970: Das Kreuz und die Messerhelden (The Cross and the Switchblade)
- 1986: Ein Colt für alle Fälle (The Fall Guy, Fernsehserie, Folge Falsches Gold)
- 1988: Das Model und der Schnüffler (Moonlighting; Fernsehserie, Folge Tracks of My Tears)
- 1997: Immer Ärger mit Dave (Dave’s World, Fernsehserie, Folge Touched By an Angel)
- 2001: Frasier (Fernsehserie, Folge Junior Agent)
- 2002: Eine himmlische Familie (7th Heaven, Fernsehserie, Folge The Enemy Within)
- 2016: Gott ist nicht tot 2 (God’s Not Dead 2)
- 2017: A Cowgirl’s Story
- 2022: The Mulligan